# عنكبوت صياد داكن الأطراف
عنكبوت صياد داكن الأطراف (الاسم العلمي:Eusparassus fuscimanus) هو نوع من العنكبوتيات يتبع جنس العنكبوت الصياد من فصيلة العناكب الصيادة.